# Manuel Retamero Fraile
Manuel Retamero Fraile (Valladolid, España, 1 de diciembre de 1974) es un entrenador de fútbol español que actualmente entrena al Kirivong Sok Sen Chey de la Liga C de Camboya.

## Trayectoria
Retamero comenzó su carrera como entrenador en equipos de formación de Valladolid como Cuéllar, CD Arces, Betis Valladolid (dos períodos), Villa de Simancas y CD Unión Delicias. En 2007, entrenó en la tercera división División al CD Íscar, logrando posiciones en la mitad de la tabla durante tres temporadas en el club.
El 16 de julio de 2010, Retamero fue nombrado entrenador del Real Valladolid B en Tercera División. El 28 de junio de 2012, después de casi un año de inactividad, fue presentado como entrenador de CD La Granja en la misma división. 
En enero de 2014, Retamero se mudó a Libia y se unió al Club Al-Ittihad como su director técnico y entrenador del equipo sub-19. Abandonó el país en junio de 2014, poco después del inicio de la guerra civil libia, y se mudó a Baréin como director técnico de la selección nacional.
El 19 de agosto de 2015, después de un breve período en el Milford United SC de los Estados Unidos, Retamero fue nombrado entrenador del Aizawl FC de la I-League, hasta el 7 de febrero de 2016, cuándo fue despedido por Aizawl y reemplazado por Jahar Das. 
En diciembre de 2016, después de un breve período en el Club Budaiya en Baréin, Retamero firmó para el Ulaanbaatar City FC, en reemplazo del técnico español Rodrigo Hernando González. En su primera temporada a cargo, el club terminó segundo en la liga, y eliminó al Erchim FC (actual campeón en ese momento) en las semifinales de la Copa MFF antes de derrotar al FC Ulaanbaatar en la final para ganar la Copa de Mongolia.
El 2 de enero de 2018, se anunció a Retamero como gerente del CD Victoria CF, un club de fútbol juvenil de su ciudad natal. Siete días después, sin embargo, optó por continuar a cargo de entrenador en el Ulaanbaatar City FC.
El 7 de junio de 2018, Retamero regresó a la India después de ser nombrado al mando del NEROCA Football Club, al que dirigió durante 19 encuentros hasta marzo de 2019.
El 30 de septiembre de 2021, firma por el MK Sporting de la Segunda División de la I-League, al que dirige hasta diciembre de 2021.
El 9 de enero de 2022, firma por el Kirivong Sok Sen Chey de la Liga C de Camboya.